# Мадона
Ма́дона (латыш. Madonaо файле) — город (с 1926 года) в Латвии, отдельная административно-территориальная единица и одновременно административный центр Мадонского края. Расположен в восточной части страны, на Центрально-Видземской возвышенности.

## Национальный состав
В 2005 году в Мадоне проживало 9394 жителя. Национальный состав населения:
- латыши — 80,3 %;
- русские — 14,7 %;
- белорусы — 1,7 %;
- украинцы — 0,9 %;
- другие — 2,3 %.

## Транспорт

### Автодороги
Через город проходит региональная автодорога P37 Плявиняс (Гостини) — Мадона — Гулбене. К Мадоне подходят региональные автодороги P30 Цесис — Вецпиебалга — Мадона, P62 Краслава — Прейли — Мадона и P84 Мадона — Варакляны.
Среди местных автодорог — V841 Мадона — Ляудона — Екабпилс и V901 Мадонская окружная дорога.

### Междугородное автобусное сообщение
Основные маршруты: Мадона — Рига; Мадона — Плявиняс; Мадона — Цесис; Мадона — Айзкраукле; Мадона — Цесвайне — Алуксне; Мадона — Лубана — Балвы; Мадона — Резекне — Лудза; Мадона — Варакляны — Виляны; Мадона — Прейли — Даугавпилс; Мадона — Эргли.

### Железнодорожное сообщение
В городе есть железнодорожная станция Мадона, находящаяся на линии Плявиняс — Гулбене. Ныне здесь курсирует лишь ежедневный дизель-поезд Рига — Мадона. Ранее также имелась линия Мадона — Лубана, ныне разобранная.
Из-за близости к станции Эргли, которая являлась тупиковой, в советское время Мадона должна была в проекте стать железнодорожным узлом. Предполагалось от Эргли продлить линию до Мадоны и далее до Лубаны, а также протянуть железную дорогу до Карсавы.

## Известные люди, связанные с городом
- Фрейбергс, Викторс (1955—2022) — латвийский киновед и писатель, уроженец Мадоны.
- Якунин, Николай Петрович (1902—1944) — советский военачальник, погибший в боях в районе Мадоны[4].
- Гауйенс, Янис (1932—2024) — советский и латвийский врач, родился в Мадоне.

## Побратимы
- Кулон (Сарта) — французская коммуна
- Орехово-Зуево
- Логойск

## Галерея

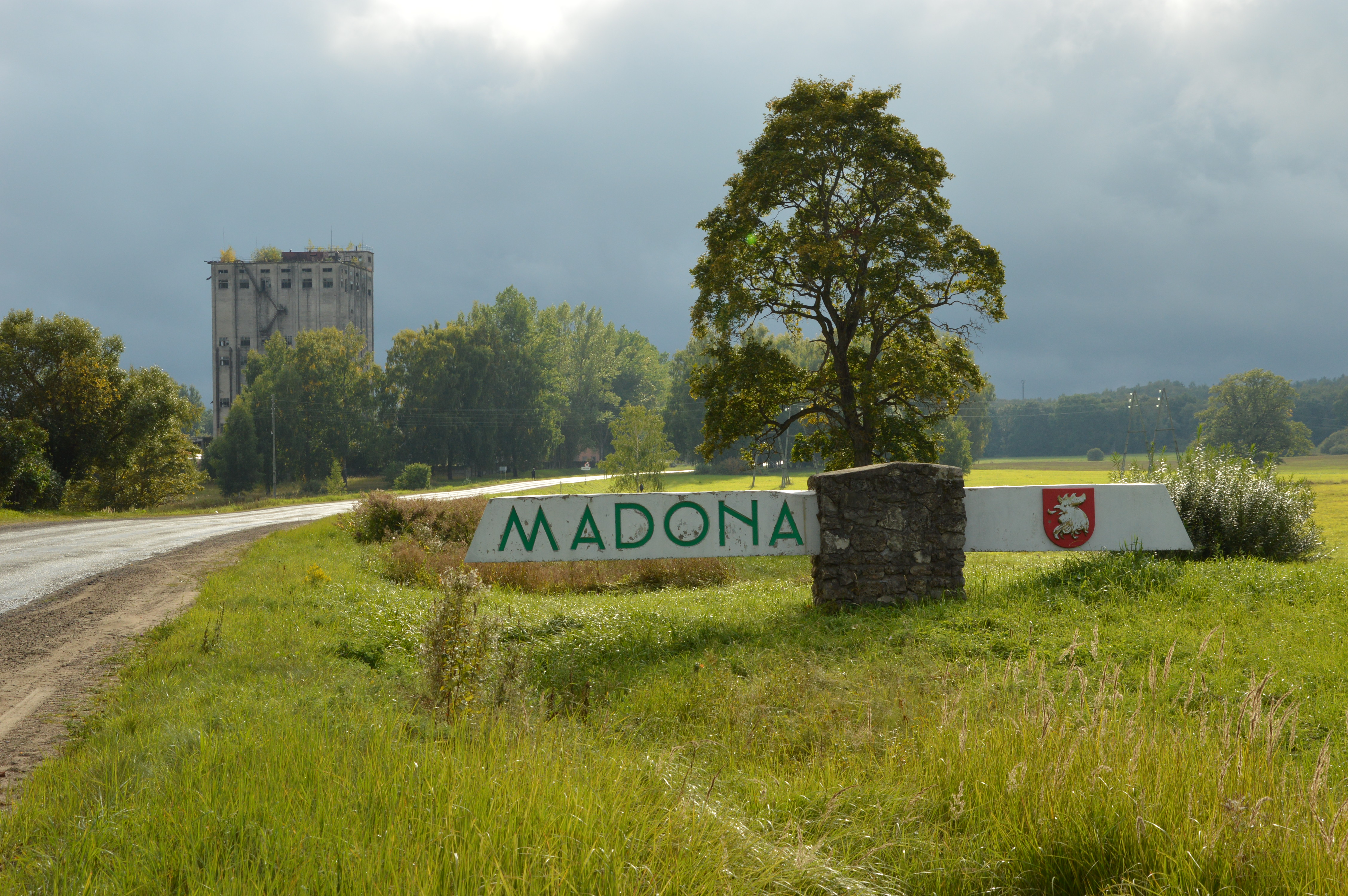
На въезде в город
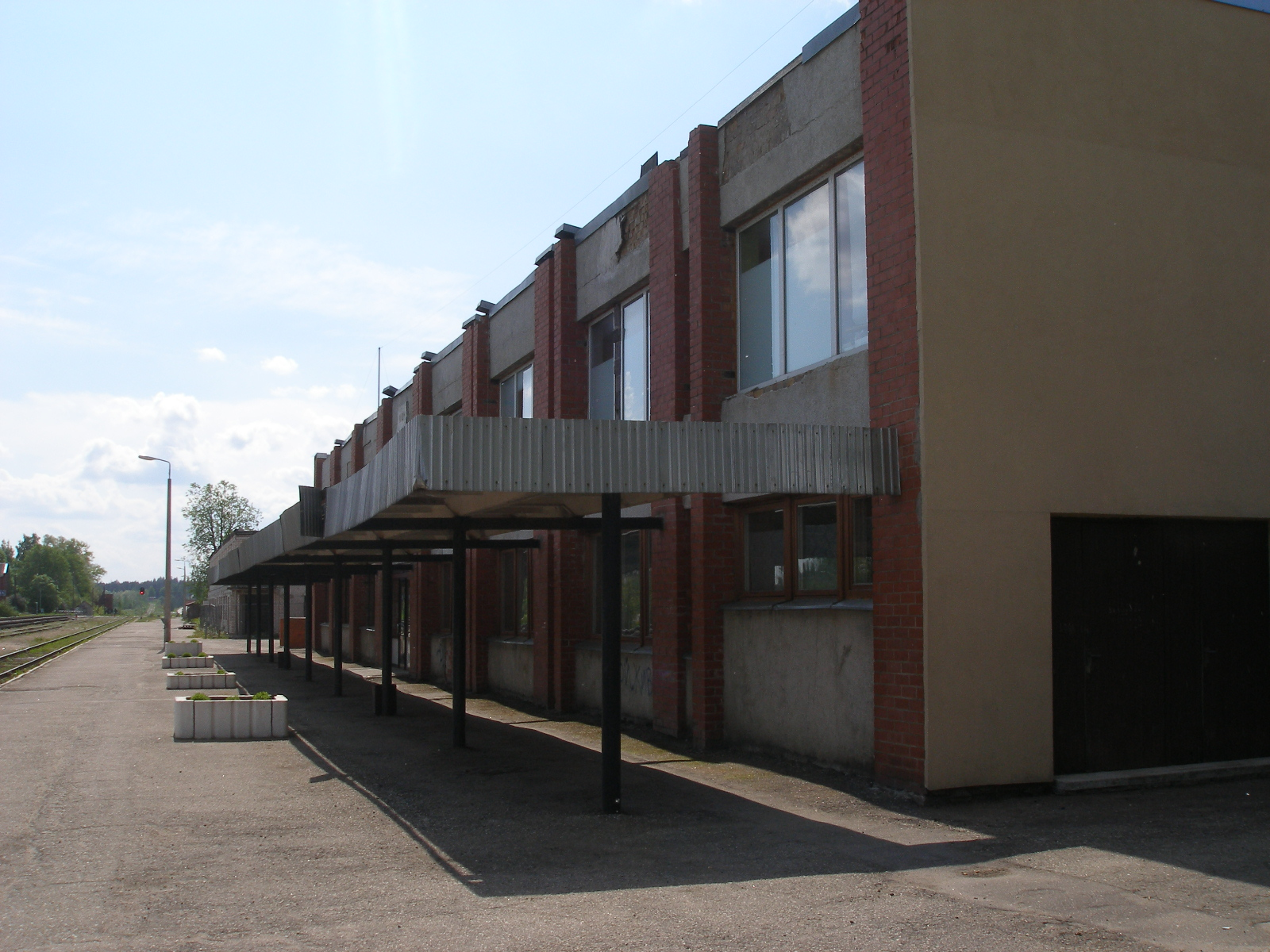
Железнодорожный вокзал
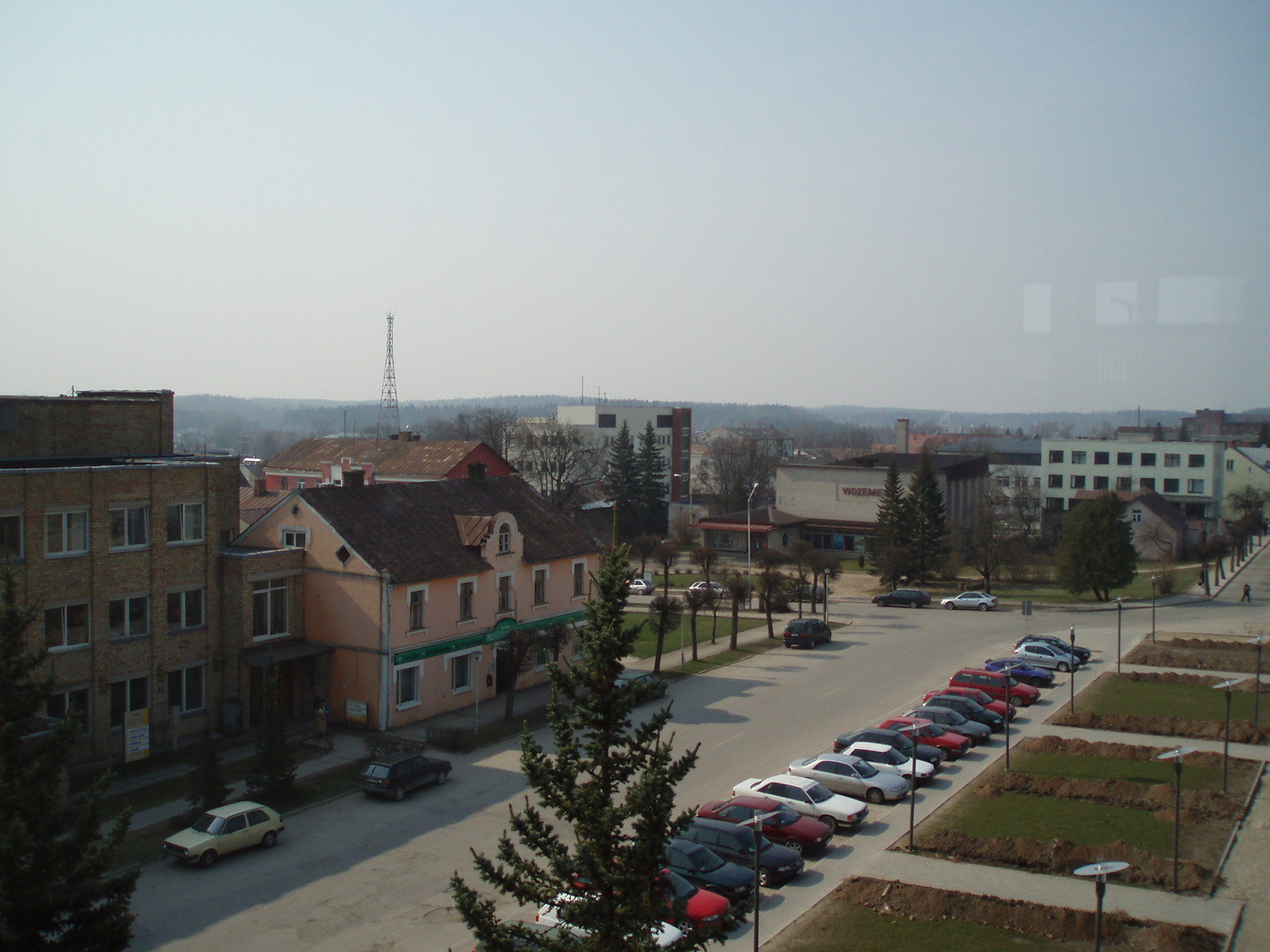
Вид на центр города
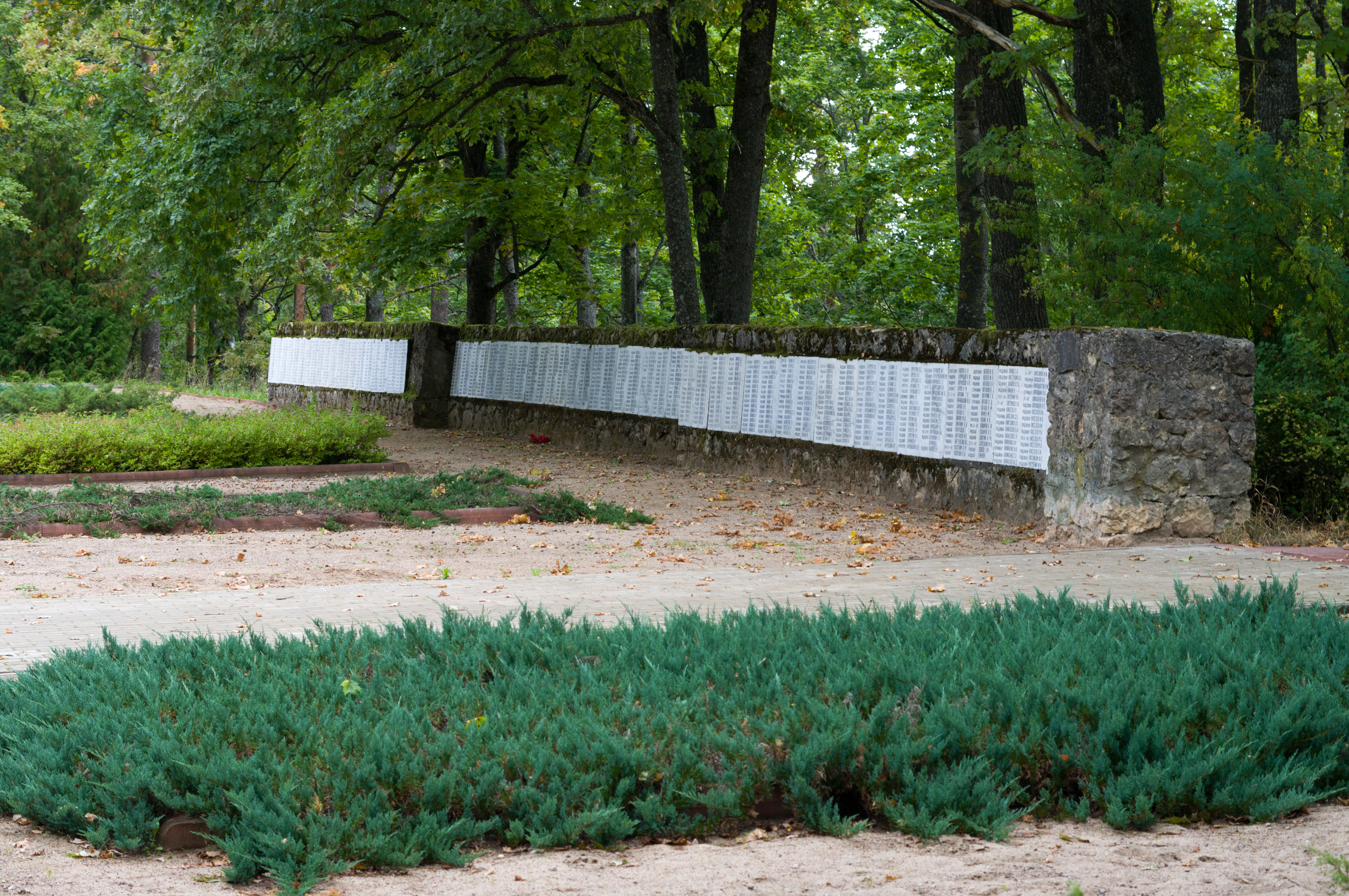
Мемориал погибшим во Второй мировой войне
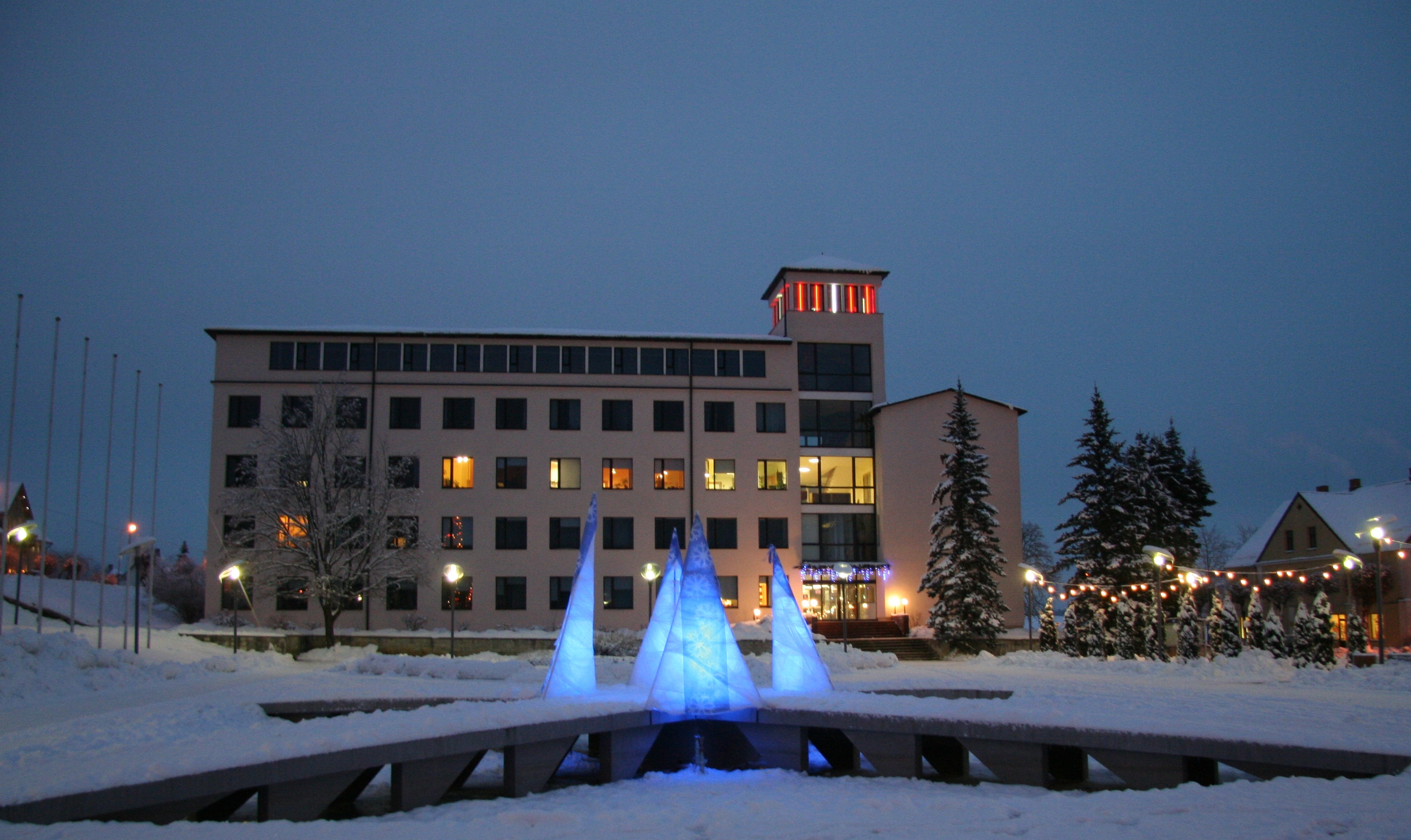
Городская площадь
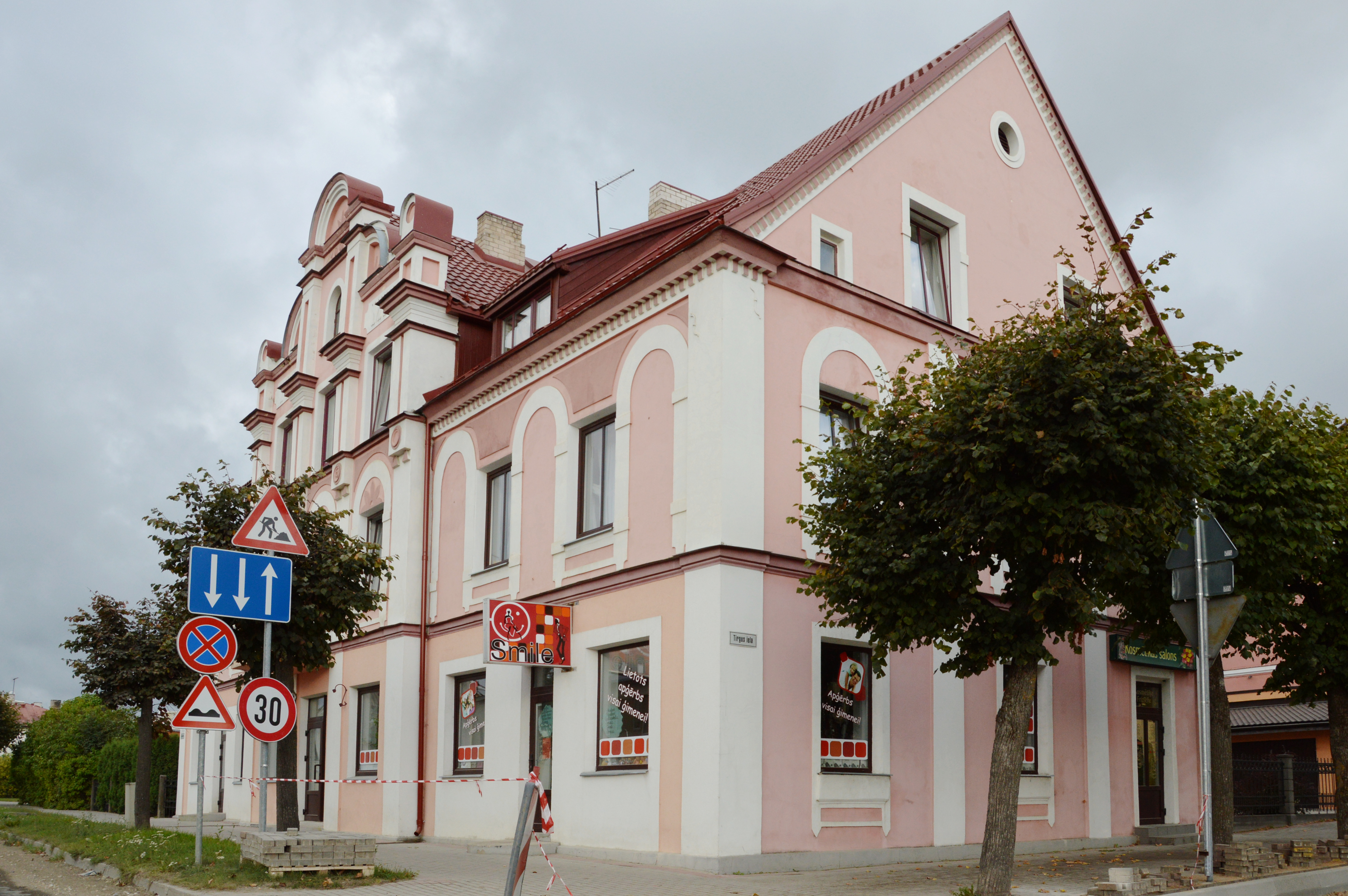
Дом на улице Тыргус
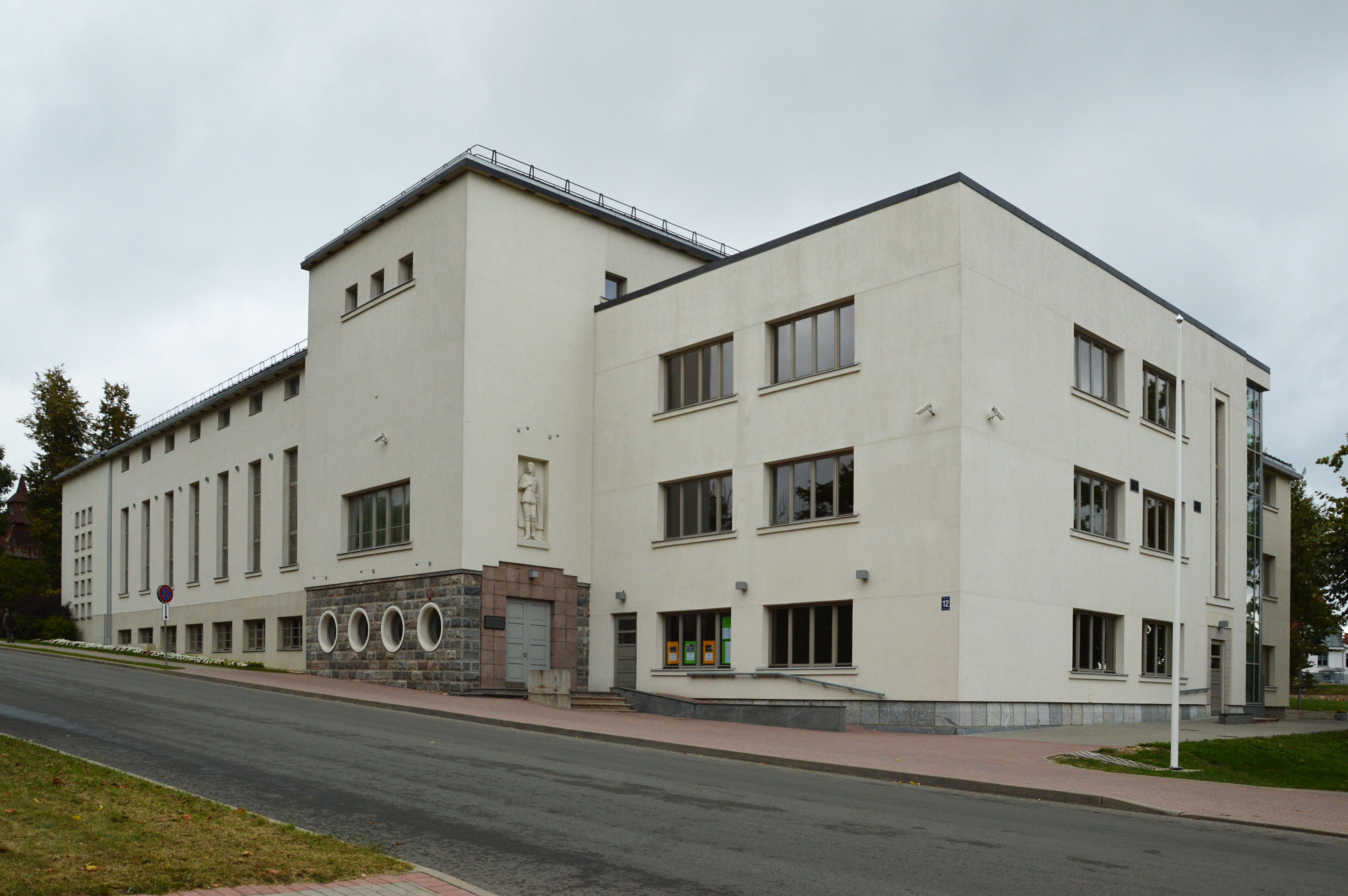
Дом культуры
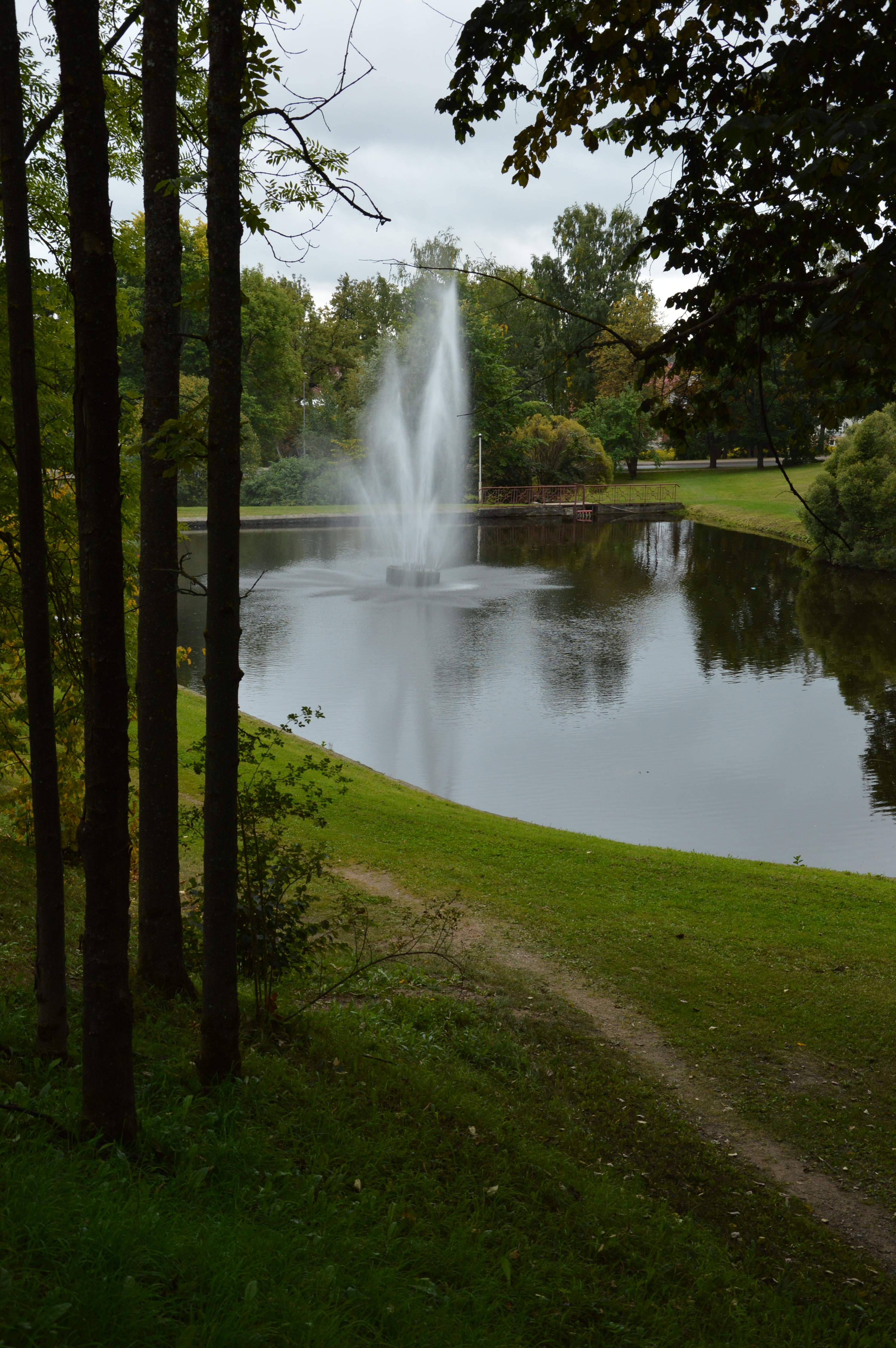
Городской парк
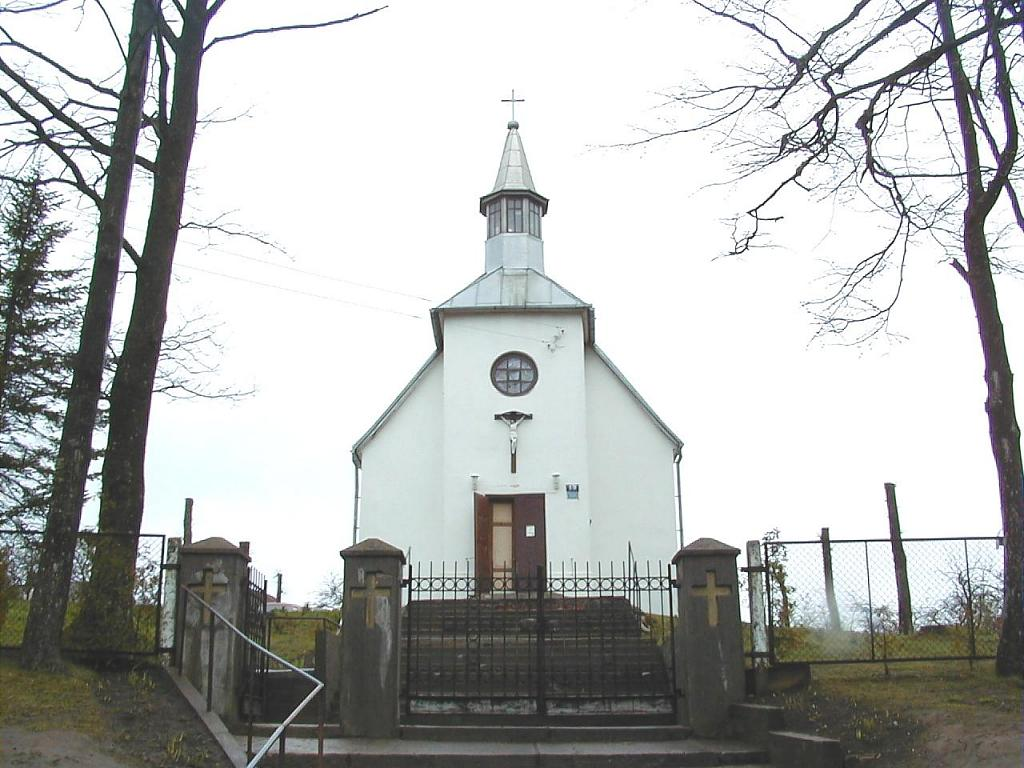
Мадонская католическая церковь
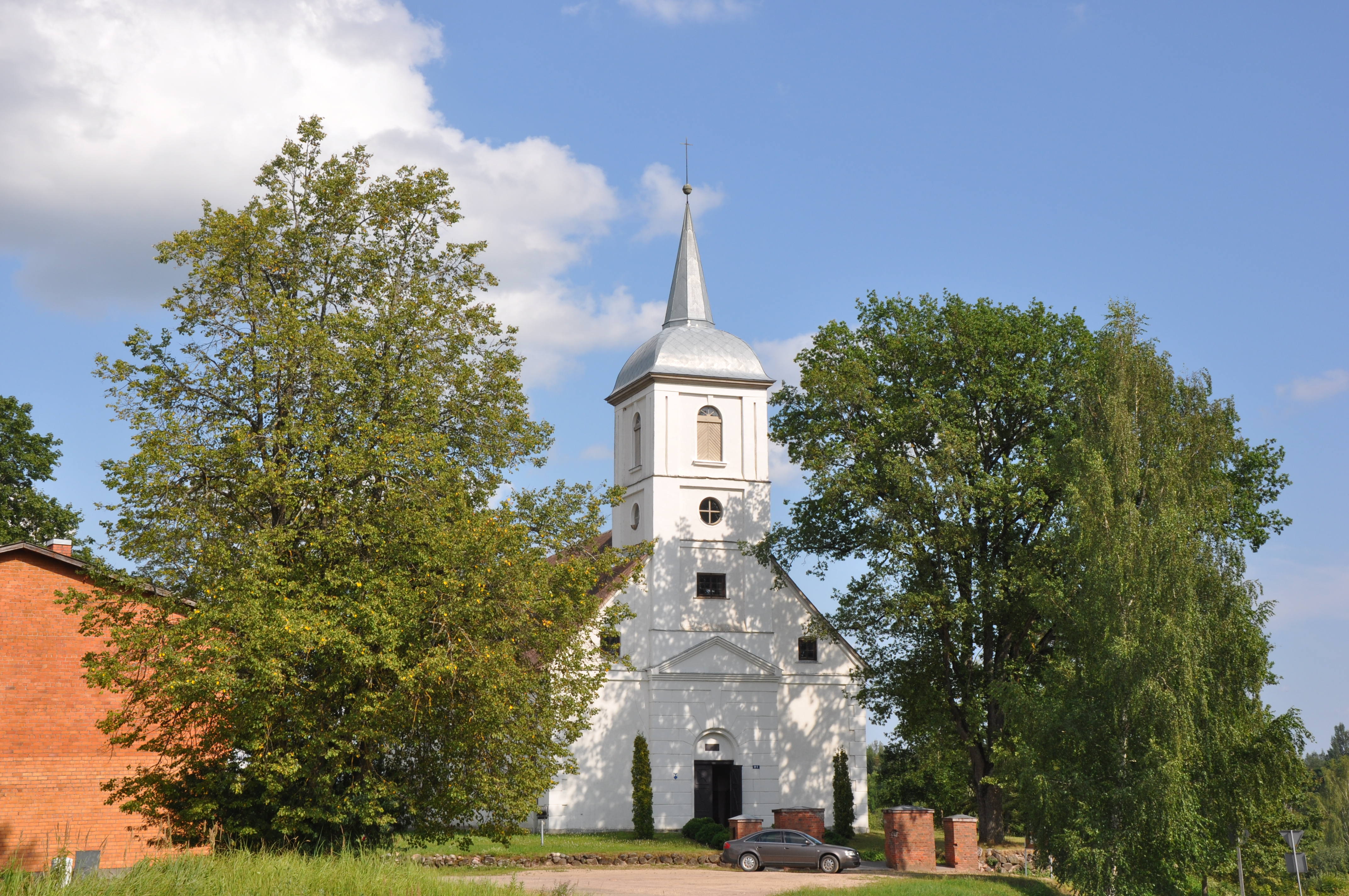
Мадонская лютеранская церковь
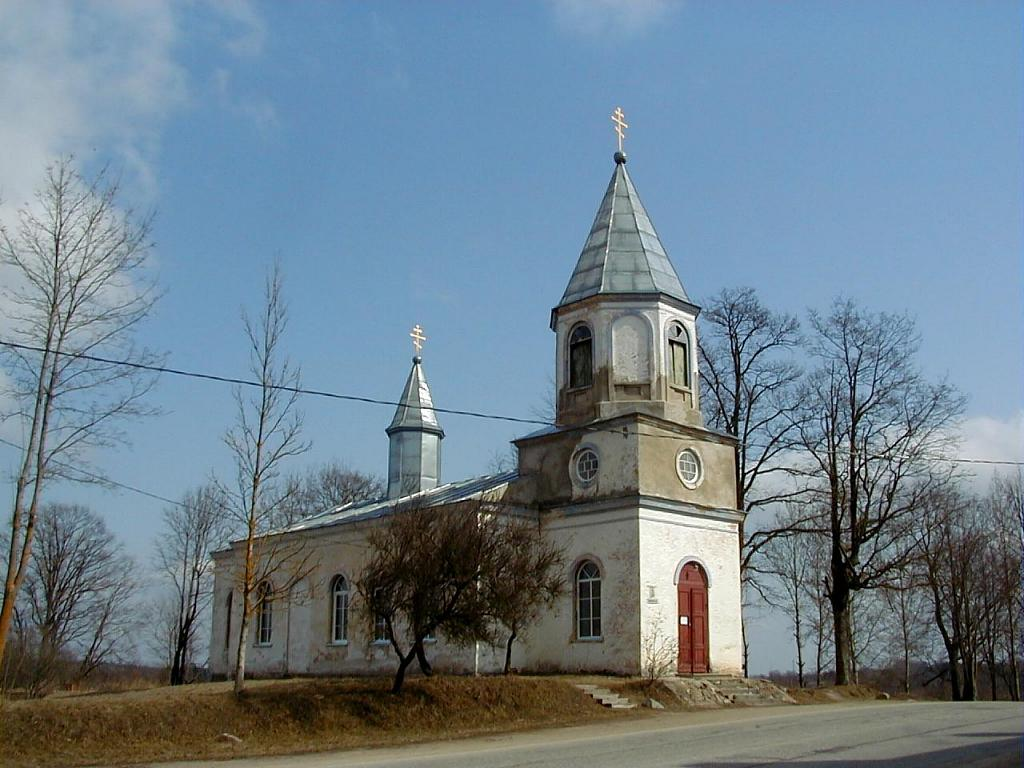
Мадонская православная церковь